# إيس فانتورا: محقق الحيوانات الأليفة
إيس فانتورا : محقق الحيوانات الأليفة (بالإنجليزية:Ace Ventura: Pet Detective) فيلم كوميدي أمريكي صدر في 14 فبراير 1994 وهو من إخراج توم شادياك وسيناريو وبطولة النجم جيم كاري.

## روابط خارجية
- إيس فانتورا: محقق الحيوانات الأليفة على موقع IMDb (الإنجليزية)
- إيس فانتورا: محقق الحيوانات الأليفة على موقع ميتاكريتيك (الإنجليزية)
- إيس فانتورا: محقق الحيوانات الأليفة على موقع الموسوعة البريطانية (الإنجليزية)
- إيس فانتورا: محقق الحيوانات الأليفة على موقع روتن توميتوز (الإنجليزية)
- إيس فانتورا: محقق الحيوانات الأليفة على موقع نتفليكس (الإنجليزية)
- إيس فانتورا: محقق الحيوانات الأليفة على موقع قاعدة بيانات الأفلام العربية
- إيس فانتورا: محقق الحيوانات الأليفة على موقع ألو سيني (الفرنسية)
- إيس فانتورا: محقق الحيوانات الأليفة على موقع Turner Classic Movies (الإنجليزية)
- إيس فانتورا: محقق الحيوانات الأليفة على موقع أول موفي (الإنجليزية)
- إيس فانتورا: محقق الحيوانات الأليفة على موقع بوكس أوفيس موجو (الإنجليزية)